# John Gould Veitch
Pour les articles homonymes, voir John Veitch et Veitch.
John Gould Veitch, né le 17 avril 1839 à Exeter et mort le 13 août 1870 à Coombe Wood, Kingston Hill, Surrey, est un horticulteur et voyageur britannique, qui fut le premier collecteur de plantes anglais de l'époque victorienne à visiter le Japon. Il voyagea aussi aux Philippines, en Australie, aux îles Fidji et dans d'autres îles polynésiennes. John Gould Veitch est l'arrière-petit-fils de l'horticulteur John Veitch (en), fondateur de l'entreprise Veitch & Sons.  
Veitch rapporta un grand nombre de plantes de serre à la mode à l'époque, comme Acalyphas, Cordylines, Codiaeums (Crotons) et Dracaena, et des Fidji, un palmier d'un nouveau genre nommé d'après lui Veitchia joannis. La famille Veitch s'est vue dédier des centaines de plantes, y compris le genre Veitchia. L'entreprise Veitch introduit 232 orchidées, environ 500 plantes de serre, 118 fougères exotiques, environ 50 conifères, 153 arbres à feuilles caduques, 72 arbustes et arbres à feuilles persistantes, 122 herbacées et 37 plantes à bulbes ornementales de différents endroits du monde.
Au Japon, il fut en compétition avec le collecteur de plantes Robert Fortune ; parfois leurs plantes étaient transportées par le même bateau en direction de l'Angleterre. Les deux hommes ont revendiqué chacun la découverte d'une espèce de Chamaecyparis pisifera.
Il a épousé Jane Hodge de retour en Angleterre en 1866 dont il a eu deux fils, James Herbert Veitch  (1868-1907) et le footballeur John Veitch, Jr. (en) (1869-1914). Il meurt de tuberculose à l'âge de 31 ans.

## Distinctions
- 1866 : membre de la Linnean Society of London[1]